# Polaciones
Polaciones ist eine Gemeinde in der spanischen Autonomen Region Kantabrien. Die Gemeinde leidet unter starkem Bevölkerungsverlust. Sie besteht aus mehreren Ortsteilen, von denen viele kurz vor dem Aussterben stehen und oft nur noch knapp ein Dutzend Einwohner haben.

## Geschichte
Die Menhire von Sejos zeugen von der Besiedlung der Gegend in der Bronzezeit. Es wird angenommen, dass dieses Gebiet im 8. bis 11. Jahrhundert neu besiedelt wurde.

## Orte
- Belmonte
- Callecedo
- Cotillos
- La Laguna
- Lombraña (Hauptort)
- Pejanda
- Puente Pumar
- Salceda
- San Mamés
- Santa Eulalia
- Tresabuela
- Uznayo

## Bevölkerungsentwicklung
| 1842 | 1900 | 1950 | 1981 | 1991 | 2001 | 2011 |
| ---- | ---- | ---- | ---- | ---- | ---- | ---- |
| 876  | 1331 | 1183 | 423  | 359  | 263  | 254  |

## Wirtschaft
Neben der Landwirtschaft, insbesondere Viehzucht, ist der Tourismus von Bedeutung. 